# Stylochaeta stylifera
Stylochaeta stylifera is een buikharige uit de familie Dasydytidae. Het dier komt uit het geslacht Stylochaeta. Stylochaeta stylifera werd in 1901 voor het eerst wetenschappelijk beschreven door Voigt. 